# Ramasan Bashardost

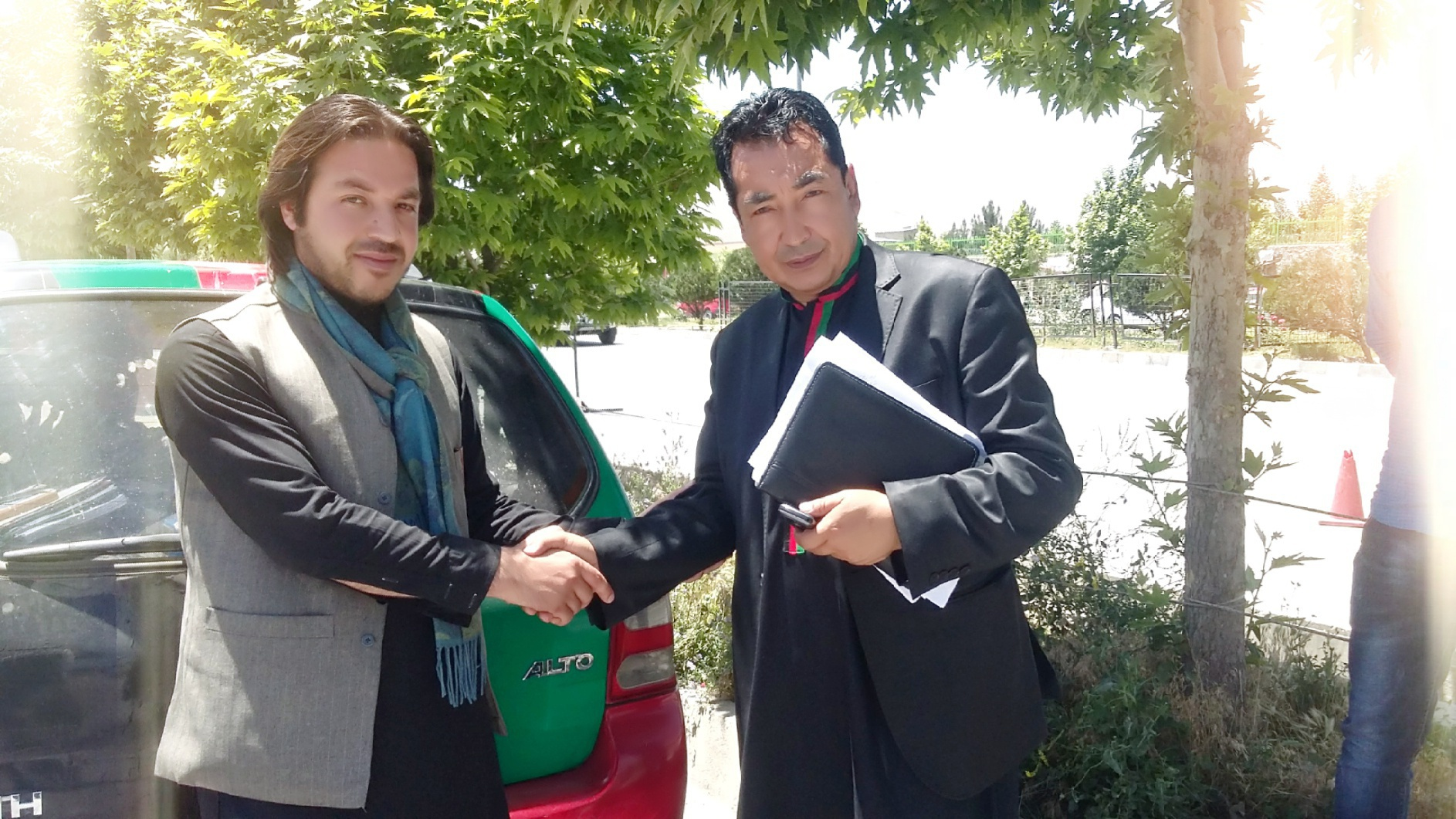
Ramasan Bashardost (rechts)

Ramasan Bashardost (* 1965) ist ein afghanischer Politiker. Er ist Angehöriger des Volkes der Hazara.
Er war Planungsminister im Kabinett von Hamid Karzai. Bei der Präsidentschaftswahl 2009 erreichte er den dritten Platz.
Bashardost besitzt den Ruf, sich massiv gegen Korruption einzusetzen.